# RaTG13
RaTG13は、新型コロナウイルスの起源であると推定されるコウモリ由来のウイルス。

## 概要
2013年、中国雲南省墨江郡の鉱山で蝙蝠の糞を掃除していた作業員6人が感染して3人が死亡する事件があった。
2020年2月3日に科学誌ネイチャーで「RaTG13」が新型コロナウイルスと類似の遺伝子配列を有するウイルスとして取り上げられた。
DRASTICによってコロナウィルスとの因果関係が徐々に明らかになりつつある。